# براق أكساك
براق أكساك (بالتركية: Burak Aksak)‏
براق أكساك هو كاتب تركي ومخرج وممثل سينمائي ولد 12 سبتمبر عام 1985م في إسطنبول، اتم التعليم الابتدائي في ييديكولي اما تعليمه الثانوي اكمله في مدرسة مصطفى باشا. وحاليا لا يزال يدرس في قسم الإدارة العامة بجامعة الأناضول. وفي عام 2006م حصل على منحة دراسية بدخوله فيلم بورسلا بلانو. كما اعطى تدريب في مدرسة الفن الدرامي بعنوان«الالتمثيل أمام الكاميرا». فهو مخرج وكاتب سيناريوهات وقد شارك ابن عمه سلجوق ايديمر في إخراج وكتابة سيناريو مسلسل جمال رمضان والذي تم عرض في مؤسسة الإذاعة والتلفزيون التركية كما اخرج عمل اخر باسم اونور ايلول في مؤسسة الإذاعة والتلفزيون التركية وهو كاتب سيناريو ليلى والمجنون. واستمر بالعمل ككاتب سيناريو في مسلسل افتقد ذلك والذي حصل على اعلى مشاهدة من مسلسل مجنون ليلى. كما قامت المحكمة الجنائية ببدا تصوير فيلم سينمائي في 9 يناير 2015م تحت عنوان «لا تحكي اللقصة لي» وعمل بها براق أكساك كمخرج وكاتب. وله كتابات مستمرة في مجلة OT الذي تصدر شهرريا اعتبارا من عام 2003م.

## كاتب سيناريو
- ليلى والمجنون مسلسل تليفزيوني (TRT 1)
- افتقد ذلك مسلسل تليفزيوني (TV ستار)

## كاتب سيناريو ومخرج
- روائع رمضانية (مسلسل تليفزيوني)
- التضحية (مسلسل تليفزيوني)
- حلقة (فيلم قصير)
- الفصل 2 (فيلم قصير)
- لا تحكي القصة لي (فيلم سينمائي)
- الطاقة (فيلم سينمائي)

## ممثل
- روائع رمضانية - مجنون ليلي
- الضحية
- حالة الحرب العالمية (فيلم قصير)- روجدار
- افتقد ذلك - النفس

## مصور سينمائي
- الفصل 2

- براق أكساك على موقع IMDb (الإنجليزية)
- براق أكساك على موقع قاعدة بيانات الفيلم (الإنجليزية)